# Liste de ponts de la Loire-Atlantique
Cet article recense les ponts du département de Loire-Atlantique, en France.

## Par cours d'eau

### Loire
La Loire-Atlantique comporte 26 ponts franchissant la Loire, dont une passerelle piétonnière et quatre viaducs ferroviaires. Vers l'amont, trois ponts sont situés pour partie, sur la rive gauche, en Maine-et-Loire.
La liste suivants recense ces ponts, d'amont en aval, en précisant les localités qu'ils relient (celles situées sur la rive droite du fleuve sont indiquées en premier) :
- Pont de Varades (Loireauxence : Meilleraie - île Batailleuse)
- Pont de Saint-Florent-le-Vieil (île Batailleuse, Loireauxence - Mauges-sur-Loire, Maine-et-Loire)
- Pont suspendu d'Ancenis (Ancenis, Ancenis-Saint-Géréon - Liré, Orée d'Anjou, Maine-et-Loire)
- Pont de Champtoceaux (Oudon - Champtoceaux, Orée d'Anjou, Maine-et-Loire)
- Pont de Mauves (Mauves-sur-Loire - La Chapelle-Basse-Mer, Divatte-sur-Loire)
- Ponts de Thouaré (Thouaré-sur-Loire - Saint-Julien-de-Concelles ; deux ponts successifs franchissant l'île de la Chênaie)
- Ponts de Bellevue (Sainte-Luce-sur-Loire - Basse-Goulaine ; pont double, chaque pont étant dédié à un sens de circulation sur le boulevard périphérique de Nantes)
- Ponts de la Vendée (Nantes - Saint-Sébastien-sur-Loire ; deux ponts ferroviaires successifs, prenant appui en leur milieu sur la pointe est de l'île de Nantes)
- Au niveau de l'île de Nantes, la Loire se divise en deux bras :
  - Bras de la Madeleine (bras nord, tous les ponts étant intégralement situés sur la commune de Nantes) :
    - Pont Résal (pont ferroviaire)
    - Pont Éric-Tabarly
    - Pont Willy-Brandt
    - Pont Aristide-Briand
    - Pont du Général-Audibert
    - Pont Haudaudine
    - Passerelle Victor-Schœlcher (passerelle piétonnière)
    - Pont Anne-de-Bretagne

  - Bras de Pirmil (bras sud ; si rien n'est précisé, les ponts sont intégralement situés à Nantes) :
    - Pont Léopold-Sédar-Senghor
    - Pont Georges-Clemenceau
    - Pont de Pirmil
    - Pont ferroviaire de Pirmil ou « pont de Pornic » (Nantes - Rezé)
    - Pont des Trois-Continents (Nantes - Rezé)
- Pont de Cheviré (Nantes ; partie du périphérique nantais)
- Pont de Saint-Nazaire (Saint-Nazaire - Saint-Brevin-les-Pins ; franchit l'estuaire du fleuve)

### Vilaine
De la confluence de la Chère au nord à celle de l'Isac au sud, la Vilaine marque, sur la quasi-totalité de son cours, la limite entre la Loire-Atlantique et l'Ille-et-Vilaine. Elle y est franchie par 7 ponts :
- Pont de Droulin (Langon, Ille-et-Vilaine - Pierric ; pont ferroviaire)
- Pont de Beslé (Langon, Ille-et-Vilaine - Guémené-Penfao)
- Pont de l'Îlette (La Chapelle-de-Brain, Ille-et-Vilaine - Massérac)
- Pont de Painfaut (Avessac)
- Viaduc de la Belle-Anguille (Redon, Ille-et-Vilaine - Saint-Nicolas-de-Redon)
- Pont ferroviaire de Redon (Redon, Ille-et-Vilaine - Saint-Nicolas-de-Redon)
- Pont Saint-Nicolas (Redon, Ille-et-Vilaine - Saint-Nicolas-de-Redon)

## Monuments historiques
En 2025, la Loire-Atlantique compte trois ponts protégés comme monuments historiques :
- Clisson :
  - Pont de la Vallée[1] (Sèvre Nantaise, XVIIIe siècle)
  - Pont Saint-Antoine[2] (Moine, XVe siècle)
- Mouzillon : pont romain[3] (Sanguèze)